# محمدمهدی رحمتی
محمدمهدی رحمتی (زادهٔ ۱۳۷۲) ورزشکار سه‌گانه ایرانی است. وی هم‌اکنون ساکن کشور آلمان است.
به گفتهٔ خودش، قرار است با پرچمی غیر از ایران در بازی‌های المپیک تابستانی ۲۰۲۰ شرکت کند.